# 藤原国章
藤原 国章（ふじわら の くにのり）は、平安時代中期の公卿。藤原北家長良流、参議・藤原元名の四男。官位は従三位・皇后宮権大夫。

## 経歴
朱雀朝末の天慶8年（945年）文章生となる。
円融朝では近江守・太宰大弐などの地方官や、春宮・師貞親王の春宮権亮を務めた。大弐在職中の貞元2年（977年）には前年に発生した大地震で倒壊した八省院廊を再建した功労で従三位に叙せられ公卿に列す。円融朝末の天元5年（982年）皇太后宮権大夫に任ぜられ、皇太后・昌子内親王に仕えた。
花山朝の寛和元年（985年）6月23日薨去。享年は67または75。最終官位は従三位皇太后宮権大夫。

## 官歴
注記のないものは『公卿補任』による。
- 天慶8年（945年） 文章生
- 天延元年（973年） 5月17日：見前近江守[3]
- 天延2年（974年） 12月7日：見春宮権亮（春宮・師貞親王）[3]
- 天延3年（975年） 10月11日：見太宰大弐[4]
- 貞元2年（977年） 正月7日：従三位（造八省院廊功）、太宰大弐如元
- 天元4年（981年） 3月22日：召返[5]
- 天元5年（982年） 3月5日：皇太后宮権大夫（皇太后・昌子内親王）[6]
- 寛和元年（985年）6月23日：薨去（従三位皇太后宮権大夫）

## 系譜
『尊卑分脈』による。
- 父：藤原元名
- 母：藤原扶幹の娘
- 妻：伊予守能正の娘
  - 男子：藤原景舒
  - 男子：藤原景斉（?-1023）
- 生母不詳の子女
  - 女子：源惟正室
  - 女子：対御方 - 藤原兼家、藤原道隆妾

娘は天禄2年（971年）頃に摂政・藤原兼家の妾となって、藤原綏子（のち三条天皇尚侍）を儲け、後に東三条殿に招かれ対御方と呼ばれた。後に兼家の長男・道隆の妾となり、藤原妍子女房となる娘を産んでいる。